# Associazione Sportiva Frosinone 1986-1987
Questa voce raccoglie le informazioni riguardanti l'Associazione Sportiva Frosinone nelle competizioni ufficiali della stagione 1986-1987.

## Rosa
| N. |                   | Ruolo | Calciatore       |
| -- | ----------------- | ----- | ---------------- |
|    | Italia (bandiera) | D     | Natale Bonventre |
|    | Italia (bandiera) | P     | Marco Cari       |
|    | Italia (bandiera) | P     | Gianluca Carlini |
|    | Italia (bandiera) | C     | Giorgio Davato   |
|    | Italia (bandiera) | C     | Raffaele Di Liso |
|    | Italia (bandiera) |       | Di Meo           |
|    | Italia (bandiera) | D     | Fabrizio Fantoni |
|    | Italia (bandiera) |       | Gabriele         |
|    | Italia (bandiera) | A     | Luciano Gaudino  |
|    | Italia (bandiera) | D     | Massimo Lattuca  |

| N. |                   | Ruolo | Calciatore          |
| -- | ----------------- | ----- | ------------------- |
|    | Italia (bandiera) | C     | Franco Marchegiani  |
|    | Italia (bandiera) | A     | Luca Mariotti       |
|    | Italia (bandiera) | C     | Renzo Martin        |
|    | Italia (bandiera) | A     | Antonio Naso        |
|    | Italia (bandiera) | C     | Massimiliano Natale |
|    | Italia (bandiera) | C     | Filippo Orlando     |
|    | Italia (bandiera) | D     | Raffaele Perna      |
|    | Italia (bandiera) | D     | Massimo Pietrantoni |
|    | Italia (bandiera) | C     | Riccardo Virgilio   |
|    | Italia (bandiera) | A     | Pasquale Viscido    |

## Risultati

### Campionato

#### Girone di andata
| 21 settembre 1986 1ª giornata | Frosinone | 2 – 0 | Afragolese |  |

| 28 settembre 1986 2ª giornata | Pro Cisterna | 1 – 0 | Frosinone |  |

| 5 ottobre 1986 3ª giornata | Frosinone | 2 – 1 | Juventus Stabia |  |

| 12 ottobre 1986 4ª giornata | Rende | 0 – 0 | Frosinone |  |

| 19 ottobre 1986 5ª giornata | Frosinone | 0 – 0 | Ischia Isolaverde |  |

| 26 ottobre 1986 6ª giornata | Ercolanese | 0 – 0 | Frosinone |  |

| 2 novembre 1986 7ª giornata | Frosinone | 1 – 0 | Trapani |  |

| 9 novembre 1986 8ª giornata | Frosinone | 3 – 0 | Nissa |  |

| 16 novembre 1986 9ª giornata | Nola | 1 – 1 | Frosinone |  |

| 23 novembre 1986 10ª giornata | Frosinone | 2 – 1 | Cavese |  |

| 30 novembre 1986 11ª giornata | Lodigiani | 2 – 3 | Frosinone |  |

| 7 dicembre 1986 12ª giornata | Giarre | 0 – 0 | Frosinone |  |

| 14 dicembre 1986 13ª giornata | Frosinone | 3 – 2 | Valdiano 85 |  |

| 21 dicembre 1986 14ª giornata | Latina | 1 – 1 | Frosinone |  |

| 4 gennaio 1987 15ª giornata | Frosinone | 2 – 1 | Siracusa |  |

| 11 gennaio 1987 16ª giornata | Turris | 0 – 1 | Frosinone |  |

| 18 gennaio 1987 17ª giornata | Frosinone | 1 – 0 | Paganese |  |

#### Girone di ritorno
| 25 gennaio 1987 18ª giornata | Afragolese | 0 – 1 | Frosinone |  |

| 1º febbraio 1987 19ª giornata | Frosinone | 1 – 1 | Pro Cisterna |  |

| 8 febbraio 1987 20ª giornata | Juventus Stabia | 0 – 0 | Frosinone |  |

| 15 febbraio 1987 21ª giornata | Frosinone | 2 – 0 | Rende |  |

| 22 febbraio 1987 22ª giornata | Ischia Isolaverde | 1 – 1 | Frosinone |  |

| 1º marzo 1987 23ª giornata | Frosinone | 1 – 0 | Ercolanese |  |

| 8 marzo 1987 24ª giornata | Trapani | 4 – 1 | Frosinone |  |

| 15 marzo 1987 25ª giornata | Nissa | 0 – 0 | Frosinone |  |

| 29 marzo 1987 26ª giornata | Frosinone | 3 – 0 | Nola |  |

| 5 aprile 1987 27ª giornata | Cavese | 0 – 0 | Frosinone |  |

| 18 aprile 1987 28ª giornata | Frosinone | 0 – 1 | Lodigiani |  |

| 26 aprile 1987 29ª giornata | Frosinone | 0 – 0 | Giarre |  |

| 3 maggio 1987 30ª giornata | Valdiano 85 | 0 – 0 | Frosinone |  |

| 17 maggio 1987 31ª giornata | Frosinone | 3 – 0 | Latina |  |

| 24 maggio 1987 32ª giornata | Siracusa | 3 – 0 | Frosinone |  |

| 31 maggio 1987 33ª giornata | Frosinone | 2 – 0 | Turris |  |

| 7 giugno 1987 34ª giornata | Paganese | 0 – 2 | Frosinone |  |